# Rhizorhina ampeliscae
Rhizorhina ampeliscae är en kräftdjursart som beskrevs av Hansen 1892. Rhizorhina ampeliscae ingår i släktet Rhizorhina, och familjen Nicothoidae. Arten är reproducerande i Sverige.